# Stazione di Schwerin Centrale
La stazione di Schwerin Centrale (in tedesco Schwerin Hbf) è la principale stazione ferroviaria della città tedesca di Schwerin.
Ha vinto il premio Bahnhof des Jahres nel 2008, per la categoria piccole città.